# Gimnasia en los Juegos Olímpicos de Verano de 2024: modalidad artística individual femenina
La modalidad artística individual femenina de los Juegos Olímpicos de Verano de 2024 estaba programada para los días 28 de julio y 1 de agosto de 2024 en el Bercy Arena .  60 gimnastas de 32 países (de un total de 95 gimnastas) compitieron en la ronda de clasificación. 

## Contexto
Esta fue la decimonovena celebración de la modalidad individual femenina. La primera competición individual se celebró en 1952 y, desde entonces, se ha mantenido en todas las ediciones. Por primera vez en la historia olímpica, dos ex campeonas compitieron en la final: Simone Biles (2016) y Sunisa Lee (2020). 

## Clasificación
El Comité Olímpico Nacional (CON) eligió hasta 5 gimnastas para clasificar. En total, se asignaron 95 plazas a la gimnasia artística femenina. 
Los 12 equipos clasificados tuvieron la oportunidad de enviar a 5 gimnastas a la competición por equipos, cumpliendo un total de 60 de las 95 plazas ofertadas. Los tres mejores equipos del Campeonato Mundial de Gimnasia Artística de 2022 ( Estados Unidos, Gran Bretaña y Canadá ) y los nueve mejores equipos (excluidos los ya clasificados) del Campeonato Mundial de Gimnasia Artística de 2023 ( China, Brasil, Italia, Países Bajos, Francia, Japón, Australia, Rumania y Corea del Sur ) obtuvieron puestos de clasificación por equipos.
Las 35 plazas restantes se adjudicaron de forma individual. Cada gimnasta solo podía ocupar una plaza, excepto aquellas atletas que competían en un equipo ya clasificado; estas fueron elegibles para obtener una segunda plaza para la Serie de la Copa Mundial All Around 2024. Algunos de los eventos individuales están abiertos a gimnastas pertenecientes al CON con equipos clasificados, mientras que otros no. Estas plazas se cubren mediante varios criterios basados en el Campeonato Mundial de 2023, la serie de Copas Mundiales de Gimnasia Artística FIG de 2024, campeonatos continentales, una garantía de reasignación y una invitación de la Comisión Tripartita.
Solamente las gimnastas que compitieron en los cuatro ejercicios con aparatos en la ronda de clasificación fueron clasificadas para la clasificación general individual.

## Formato de la competición
Las primeras 24 gimnastas de la fase de clasificación (limitado a dos por CON), consiguieron un puesto en la final individual. Las finalistas realizaron un ejercicio adicional con aparatos. En este momento, las clasificaciones finales se ignoraron, contando sólo con el conteo de la final. La puntuación se realizó siguiendo el Código de puntos de la FIG. 

## Horario
| Fecha                                                           | Hora  | Fase          | Subdivisión   |
| --------------------------------------------------------------- | ----- | ------------- | ------------- |
| 28 de julio                                                     | 09:30 | Clasificación | Subdivisión 1 |
| 28 de julio                                                     | 11:40 | Clasificación | Subdivisión 2 |
| 28 de julio                                                     | 14:50 | Clasificación | Subdivisión 3 |
| 28 de julio                                                     | 18:00 | Clasificación | Subdivisión 4 |
| 28 de julio                                                     | 21:10 | Clasificación | Subdivisión 5 |
| 1 de agosto                                                     | 18:15 | Final         | –             |
| Horario siguiendo la Hora central europea de verano (UTC+02:00) |       |               |               |

## Resultados
Las gimnastas posicionadas en los veinticuatro mejores puestos se clasificaron para la final. En el caso de que más de dos gimnastas del mismo CON estuviesen en el top 24, la que obtuviese menor puntuación de las dos no podría continuar, sino que lo haría la segunda mejor gimnasta que se haya clasificado. 
| Puesto | Gimnasta                          |        |        |        |        | Total  |    |
| ------ | --------------------------------- | ------ | ------ | ------ | ------ | ------ | -- |
| 1      | Simone Biles (USA)                | 15.800 | 14.433 | 14.733 | 14.600 | 59.566 | Q  |
| 2      | Rebeca Andrade (BRA)              | 14.900 | 14.400 | 14.500 | 13.900 | 57.700 | Q  |
| 3      | Sunisa Lee (USA)                  | 14.133 | 14.866 | 14.033 | 13.100 | 56.132 | Q  |
| 4      | Jordan Chiles (USA)               | 14.333 | 14.266 | 13.600 | 13.866 | 56.065 | –  |
| 5      | Kaylia Nemour (ALG)               | 14.000 | 15.600 | 13.200 | 13.166 | 55.966 | Q  |
| 6      | Manila Esposito (ITA)             | 14.133 | 14.166 | 13.966 | 13.633 | 55.898 | Q  |
| 7      | Alice D'Amato (ITA)               | 13.200 | 14.666 | 13.866 | 13.700 | 55.432 | Q  |
| 8      | Qiu Qiyuan (CHN)                  | 13.233 | 15.066 | 13.533 | 13.166 | 54.998 | Q  |
| 9      | Ellie Black (CAN)                 | 14.100 | 14.166 | 13.100 | 13.400 | 54.766 | Q  |
| 10     | Rina Kishi (JPN)                  | 14.033 | 13.566 | 13.500 | 13.600 | 54.699 | Q  |
| 11     | Flávia Saraiva (BRA)              | 14.100 | 13.800 | 13.133 | 13.166 | 54.199 | Q  |
| 12     | Ou Yushan (CHN)                   | 13.000 | 13.966 | 13.333 | 13.666 | 53.965 | Q  |
| 13     | Elisa Iorio (ITA)                 | 13.766 | 14.366 | 12.966 | 12.800 | 53.898 | –  |
| 14     | Ruby Pass (AUS)                   | 13.800 | 13.900 | 13.300 | 12.866 | 53.866 | Q  |
| 15     | Helen Kevric (GER)                | 14.066 | 14.600 | 12.133 | 13.066 | 53.865 | Q  |
| 16     | Ana Bărbosu (ROU)                 | 13.800 | 12.600 | 13.533 | 13.600 | 53.533 | Q  |
| 17     | Haruka Nakamura (JPN)             | 13.066 | 13.600 | 13.600 | 13.266 | 53.532 | Q  |
| 18     | Filipa Martins (POR)              | 14.133 | 13.800 | 12.600 | 12.633 | 53.166 | Q  |
| 19     | Mana Okamura (JPN)                | 13.033 | 13.266 | 13.633 | 13.200 | 53.132 | –  |
| 20     | Jade Barbosa (BRA)                | 13.733 | 12.733 | 13.100 | 13.500 | 53.066 | –  |
| 21     | Naomi Visser (NED)                | 13.233 | 14.266 | 13.300 | 12.233 | 53.032 | Q  |
| 22     | Bettina Lili Czifra (HUN)         | 12.966 | 13.933 | 13.233 | 12.600 | 52.732 | Q  |
| 23     | Amalia Ghigoarță (ROU)            | 13.000 | 13.066 | 13.266 | 13.333 | 52.665 | Q  |
| 24     | Georgia-Mae Fenton (GBR)          | 13.833 | 12.833 | 13.500 | 12.466 | 52.632 | Q  |
| 25     | Sarah Voss (GER)                  | 14.000 | 13.466 | 12.233 | 12.866 | 52.656 | Q  |
| 26     | Ava Stewart (CAN)                 | 13.600 | 13.466 | 12.633 | 12.633 | 52.332 | Q  |
| 27     | Kohane Ushioku (JPN)              | 13.866 | 12.833 | 12.866 | 12.566 | 52.131 | –  |
| 28     | Alice Kinsella (GBR)              | 13.933 | 11.900 | 13.433 | 12.733 | 51.999 | Q  |
| 29     | Aurélie Tran (CAN)                | 13.166 | 13.500 | 12.066 | 13.066 | 51.798 | –  |
| 30     | Luisa Blanco (COL)                | 13.466 | 12.833 | 12.766 | 12.633 | 51.698 | Q  |
| 31     | Lihie Raz (ISR)                   | 13.666 | 12.833 | 12.300 | 12.833 | 51.632 | R1 |
| 32     | Lieke Wevers (NED)                | 13.300 | 12.566 | 13.366 | 12.300 | 51.532 | R2 |
| 33     | Mélanie de Jesus dos Santos (FRA) | 14.200 | 12.233 | 12.366 | 12.700 | 51.499 | R3 |
| 34     | Georgia-Rose Brown (NZL)          | 13.233 | 13.666 | 12.333 | 12.233 | 51.465 | R4 |

Suplentes
Las suplentes para la final individual fueron:
1. Lihie Raz (ISR)
2. Lieke Wevers (NED)
3. Mélanie de Jesus dos Santos (FRA)
4. Georgia-Rose Brown (NZL)

Sólo dos gimnastas de cada país podrán avanzar a la final general. Las gimnastas que no se clasificaron para la final debido a la cota pero que tuvieron puntuaciones lo suficientemente altas para hacerlo fueron:
- Jordan Chiles (USA)
- Elisa Iorio (ITA)
- Mana Okamura (JPN)
- Jade Barbosa (BRA)
- Kohane Ushioku (JPN)
- Aurélie Tran (CAN)

### Final[5]
| Puesto | Gimnasta                  |        |        |        |        | Total  |
| ------ | ------------------------- | ------ | ------ | ------ | ------ | ------ |
| 1      | Simone Biles (USA)        | 15.766 | 13.733 | 14.566 | 15.066 | 59.131 |
| 2      | Rebeca Andrade (BRA)      | 15.100 | 14.666 | 14.133 | 14.033 | 57.932 |
| 3      | Sunisa Lee (USA)          | 13.933 | 14.866 | 14.000 | 13.666 | 56.465 |
| 4      | Alice D'Amato (ITA)       | 14.000 | 14.800 | 14.033 | 13.500 | 56.333 |
| 5      | Kaylia Nemour (ALG)       | 14.033 | 15.533 | 13.233 | 13.100 | 55.899 |
| 6      | Ellie Black (CAN)         | 14.100 | 14.066 | 12.933 | 13.700 | 54.799 |
| 7      | Qiu Qiyuan (CHN)          | 13.133 | 13.900 | 14.500 | 13.233 | 54.766 |
| 8      | Helen Kevric (GER)        | 13.866 | 14.466 | 13.400 | 12.866 | 54.598 |
| 9      | Flávia Saraiva (BRA)      | 13.633 | 13.900 | 14.266 | 12.233 | 54.032 |
| 10     | Naomi Visser (NED)        | 12.966 | 14.266 | 13.333 | 13.400 | 53.965 |
| 11     | Rina Kishi (JPN)          | 13.766 | 13.833 | 13.133 | 13.233 | 53.965 |
| 12     | Alice Kinsella (GBR)      | 13.800 | 14.133 | 13.033 | 12.833 | 53.799 |
| 13     | Ruby Pass (AUS)           | 13.633 | 13.733 | 13.466 | 12.966 | 53.798 |
| 14     | Manila Esposito (ITA)     | 13.866 | 12.800 | 14.200 | 12.733 | 53.599 |
| 15     | Haruka Nakamura (JPN)     | 12.833 | 13.933 | 13.700 | 12.633 | 53.099 |
| 16     | Ou Yushan (CHN)           | 12.966 | 13.966 | 14.033 | 11.933 | 52.898 |
| 17     | Ana Bărbosu (ROU)         | 14.000 | 12.433 | 12.466 | 13.566 | 52.465 |
| 18     | Georgia-Mae Fenton (GBR)  | 13.633 | 13.800 | 11.300 | 13.033 | 51.766 |
| 19     | Ava Stewart (CAN)         | 13.333 | 12.633 | 13.166 | 12.500 | 51.632 |
| 20     | Filipa Martins (POR)      | 12.500 | 13.566 | 12.700 | 12.466 | 51.232 |
| 21     | Bettina Lili Czifra (HUN) | 12.966 | 13.900 | 11.400 | 12.833 | 51.099 |
| 22     | Amalia Ghigoarță (ROU)    | 13.100 | 12.566 | 11.900 | 13.166 | 50.732 |
| 23     | Luisa Blanco (COL)        | 13.500 | 11.133 | 12.866 | 12.700 | 50.199 |
| 24     | Sarah Voss (GER)          | 12.500 | 12.333 | 12.300 | 12.866 | 49.999 |